# Karl Förster (Politiker)
Karl Förster (* 8. November 1609; † 17. April 1676) war Görlitzer Bürgermeister und Richter.

## Leben
Karl entstammte der adligen oberlausitzischen Familie Förster. Er war der Sohn des Bürgermeisters Franz Förster. Karls Großvater Nikol Förster war Schwertfeger und wanderte einst aus Reichenbach nach Görlitz ein.
Das Görlitzer Kürbuch verzeichnete Karl Förster schon im Jahr 1634 als Mitarbeiter der Kanzlei.
Im Jahr 1652 wurde er Schöffe und blieb es bis ins Jahr 1665, als er für zwei Jahre Richter wurde. 1667, 1671 und 1674 war er Bürgermeister. Fehlerhaft scheint sein Eintrag als Kanzleibeamter während seiner Zeit als Richter und Schöffe zu sein.
Förster heiratete am 4. Oktober 1638 Christoph Staudes und Elisabeth Schnitters Tochter Martha. In dieser Ehe wurde Dorothea (* 26. Oktober 1624) geboren, die am 12. Oktober 1648 den mütterlicherseits Verwandten Tobias Schnitter heiratete. Ein weiteres Kind war Gottfried († 1719), der Rosina Helwig heiratete.